# De Toegift
De Toegift is een Nederlandse indiepopband uit Vlissingen, gevormd in 2022. De bezetting van de band bestaat uit zanger en multi-instrumentalist Maxim Ventulé, multi-instrumentalist Tom Gudde, drummer August Vervuurt, basgitarist Jorie Slagmolen, violist Hester Julia Voddé en dwarsfluitist Carmela Michailidis. De Toegift maakt poëtische Nederlandstalige popmuziek met invloeden uit jazz en folk. In 2023 kwam hun titelloze debuutalbum uit. 

## Geschiedenis
De Toegift kwam in 2022 voort uit de Engelstalige indieband Little Symphonies. Na een ontmoeting met Broeder Dieleman besloot de band in het Nederlands verder te gaan. Niet alleen de taal veranderde; ook tekstueel sloeg de band een andere, persoonlijkere, richtig in. Hier hoorde een nieuwe naam bij, die in 2022 werd aangenomen. De Toegift tekende bij Snowstar en nog in datzelfde jaar werden twee ep's uitgebracht. Een jaar later verscheen hun titelloze debuutalbum, en trad de band op tijdens Noorderslag. 3voor12 plaatste het optreden op #1 in hun top 25 van Noorderslag 2023. In 2022 deed de band mee aan de Popronde. 

## Discografie
Album
- De Toegift, 2023
- Kleine Auto, Grote Hot Wheel, 2025

Ep's
- En ik kon alles zien, 2022
- Nooit, misschien, 2022
- De vormen voelen vreemd, 2023